# Dywan azerski
Dywan azerski – ciężka, ręcznie tkana tkanina dekoracyjna z obszaru Azerbejdżanu oraz z irańskiej prowincji Azerbejdżan, wytwarzana z wełny, jedwabiu lub bawełny, rodzaj dywanu kaukaskiego.
W 2010 roku tradycyjna sztuka tkania dywanów azerskich została wpisana na listę niematerialnego dziedzictwa UNESCO.

## Historia
Tradycja tkania dywanów na terenach Azerbejdżanu sięga czasów antycznych. Od XIV w. dywany były eksportowane do Europy Zachodniej – dywany azerskie widoczne są na obrazach europejskich malarzy XV–XVII w. takich jak Madonna z Dzieciątkiem i z jabłkiem i Portret młodzieńca Hansa Memlinga, Ambasadorowie Hansa Holbeina czy Zwiastowanie ze św. Emidiuszem Carlo Crivelliego.
Jednak do połowy XIX wieku dywany produkowane były głównie na potrzeby własne. Na przełomie XIX i XX wieku produkcja rozwinęła się szybko na skalę przemysłową i dywany stały się głównym dobrem eksportowym, sprzedawane były przede wszystkim do Turcji.
W 2010 roku tradycyjna sztuka tkania dywanów azerskich została wpisana na listę niematerialnego dziedzictwa UNESCO.

## Technika tkania i wzornictwo
Tradycyjne dywany azerskie tkane są ręcznie przez kobiety na krosnach a sztuka ich tkania przekazywana jest ustnie z pokolenia na pokolenie. Przy ich produkcji stosowany jest węzeł symetryczny, zwany też węzłem tureckim czy węzłem typu giordi. Ukończony dywan jest zawsze uroczyście zdejmowany z krosna.
Różne rodzaje dywanów nazywane są najczęściej od nazw regionów i miejscowości gdzie są produkowane:
- Szyrwan – dywany z reguły o małych rozmiarach wytwarzane w regionie Szyrwanu[4]. Dywany produkowane przed 1925 rokiem, wytwarzane były z wełny barwionej naturalnymi barwnikami, a ich wzory obejmowały ośmioramienne gwiazdy, krzyże i płomienie mir-e bute, a także stylizowane postaci ludzi i zwierząt[5]. Współczesne dywany tego typu produkowane są na osnowie bawełnianej z przędzy sztucznie barwionej[5].
- Quba – dywany wytwarzane w regionie miasta Quba w północnym Azerbejdżanie, przede wszystkim w miejscowościach w pobliżu Pirəbədil, Dəvəçi, Qonaqkənd, Zeyvə, Qaraqaşlı i Qusar, które dały nazwę kolejnym rodzajom dywanów wyróżniających się szczególnie wysoką jakością splotu[6]:
  - Pirəbədil – charakteryzuje się silnie zgeometryzowanym wzorem kwiatowym na tle o barwie niebieskiej lub koloru kości słoniowej[6]
  - Qonaqkənd – z medalionem w części środkowej[6]
  - Qaraqaşlı – wyróżnia się obecnością licznych elementów z perskich wzorów gałązek „afszan” i wzorów krabów „charczang”[6]
  - Qusar – wielki dywan w kolorze czerwonym[6], wykonany techniką sumak – wątek przeplata się ponad czterema nitkami osnowy w prawo, następnie pod dwiema w lewo[5].
  - dywan ze smokiem – wielki dywan wełniany, o długości sięgającej 6 m, o wzorze złożonym z dużych, nieregularnych, przeplatających się ze sobą pasów, tworzących esowatą kratę, w polach której wpisane są zdeformowane chińskie smoki, ogniste lwy a czasem również młode jelenie, dzikie osły perskie, koziorożce i żurawie[7]. Ponad pasami mogą znajdować się zniekształcone figury bażantów i kaczek[7]. Wzory dywanów ze smokiem wykształciły się najprawdopodobniej z wzornictwa dywanów przedstawiających wazy produkowanych w Kermanie[7]. Wczesne dywany ze smokiem miały obramowanie z pojedynczego pasa, podobnie jak dywany z wazami[7].
  - Çiçi – dywan wełniany z bawełnianym wątkiem, często długi na ok. 3,6 m, o charakterystycznym obramowaniu z wielkimi rozetami rozdzielonymi pasami biegnącymi diagonalnie i ciemnoniebieskim polem środkowym dekorowanym powtarzającymi się niewielkimi figurami geometrycznymi[8].
- Baku – dywany wytwarzane w regionie wokół miasta Baku[9], najczęściej ze wzorem płomienia mir-e bute[10].
- Gandża – dywany wytwarzane w regionie wokół miasta Gandża charakteryzujące się prostymi wzorami geometrycznymi (takimi jak ośmiokąt czy gwiazda), często z trzema medalionami na osi wertykalnej, o intensywnych kolorach najczęściej niebieskim, ciemnoniebieskim i czerwonym[11].

Dywany z Azerbejdżanu irańskiego to m.in.:
- Karadże – dywan z okolic Karadże w Azerbejdżanie Wschodnim, wyróżniający się geometrycznym medalionami w części środkowej z przewagą kolorów czerwonego i niebieskiego[12].
- Sarab – dywan wytwarzany w pobliżu miasta Sarab w Azerbejdżanie Wschodnim, charakteryzujący się wzorami geometrycznymi w kolorach niebieskim, czerwonym i brązowym[5]. Dywany wyprodukowane w latach 1930–40 tkane były na osnowie wełnianej, a współczesne wytwarzane są na osnowie bawełnianej[5].
- Tebriz – dywan wytwarzany w pobliżu miasta Tebriz w Azerbejdżanie Wschodnim, często z medalionem w części środkowej, otoczonym arabeskami[13], wierzbami płaczącymi i cyprysami lub motywami czterech pór roku czy przedstawieniami historycznych pałaców i ich ruin[14]. Rogi dywanu zdobią czasami postaci czterech wielkich perskich poetów: Sadiego z Szirazu (1213–1295), Hafeza (1319–1389), Ferdousiego (940–1020/1025) i Omara Chajjama (1048–1131)[14].

## Muzeum Azerskiego Dywanu

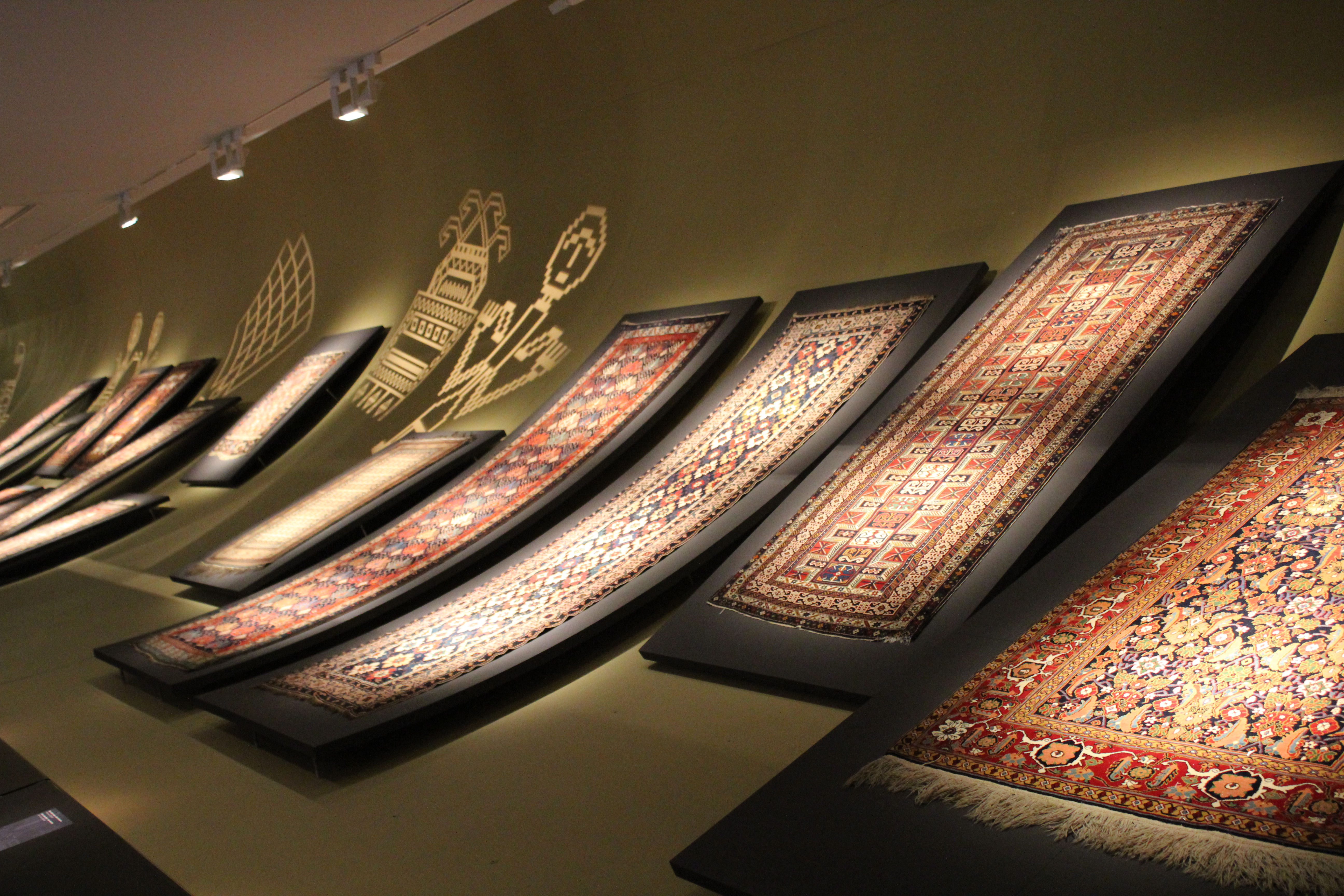
Dywany na ekspozycji w Muzeum Azerskiego Dywanu

Muzeum Azerskiego Dywanu zostało założone w 1967 roku. Było to pierwsze muzeum tego typu na świecie. Pierwsza wystawa została otwarta w 1972 roku w gmachu Meczetu Piątkowego na starym mieście (İçəri Şəhər) w Baku.
Kolekcja muzeum obejmuje 14 tys. tradycyjnych dywanów, kostiumów, biżuterii oraz współczesnych obiektów ze szkła, drewna i filcu.
W 2014 roku muzeum przeniosło się do nowoczesnego, wybudowanego na jego potrzeby gmachu, gdzie na trzech piętrach przedstawiona jest historia azerskiego dywanu, jego rola w kulturze oraz różne szkoły tkania dywanów azerskich. Nowy gmach kształtem przypomina zrolowany dywan.